# Simone Aparecida Bighetti
Simone Aparecida Bighetti (Bauru, 16 luglio 1955) è un'ex cestista brasiliana.

## Carriera
Con il Brasile ha disputato i Campionati mondiali del 1979.